# Federico Villagra
Federico Villagra (21 mei 1969) is een Argentijns rallyrijder, uitkomend in het Wereldkampioenschap Rally voor het eigen geprepareerde Munchi's Ford World Rally Team, in het seizoen 2011 actief in een Ford Fiesta RS WRC.

## Carrière
Villagra maakte zijn debuut in de rallysport in 1997. In het Argentijns rallykampioenschap wist hij succes te boeken door de Groep N productieklasse tussen 2001 en 2005 elk jaar op zijn naam te schrijven, in een Mitsubishi Lancer.

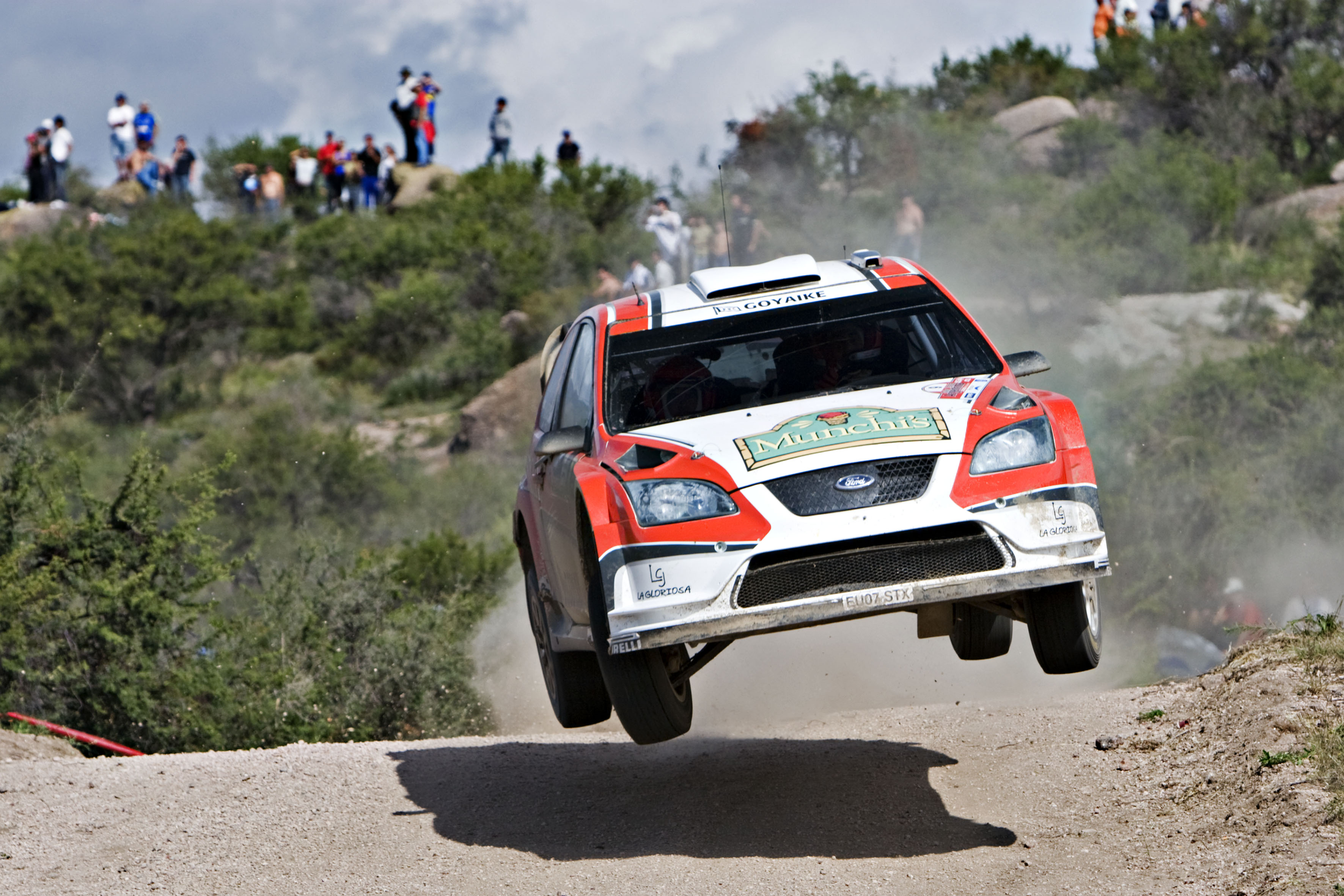
Villagra actief tijdens de Rally van Argentinië in 2008

Met ditzelfde materiaal nam hij in die periode ook deel aan de Rally van Argentinië die meetelde als ronde van het wereldkampioenschap rally. In de 2006 en 2007 edities won hij tijdens deze rally de Groep N-klasse, waardoor hij vervolgens in aanmerking kwam van een plaats binnen het Munchi's Ford World Rally Team; een Argentijns privé-team dat op dat moment met twee auto's deelnam aan meerdere WK-rally's. Daarin verving hij voor het resterende seizoen 2007 Juan Pablo Raies. Achter het stuur van een Ford Focus RS WRC behaalde hij zijn eerste WK-kampioenschapspunten tijdens de dat jaar verreden Rally van Japan, eindigend als zevende. In het seizoen 2008 behaalde hij in zijn eerste drie optredens telkens een finish binnen de punten; twee zesde plaatsen in Argentinië en Jordanië werden uiteindelijk zijn beste resultaten dat jaar. In het seizoen 2009 wist in zes van de acht WK-rally's waarin hij startte WK-punten te pakken, en zat zelfs dicht bij een podiumresultaat in Argentinië en Griekenland, in beide gevallen eindigend als vierde.
Ook in het seizoen 2010 reed hij voor Munchi's Ford een geselecteerd programma in het WK, waar hij in al zijn optredens op een uitzondering na een finish binnen de punten wist af te dwingen. Hij eindigde net als in 2009 als negende in het rijderskampioenschap. In 2011 reed hij in het WK met een Ford Fiesta RS WRC.

## Complete resultaten in het wereldkampioenschap rally

### Overzicht van deelnames
| Seizoen | Inschrijving                   | Auto                       | 1   | 2     | 3     | 4      | 5      | 6      | 7      | 8      | 9      | 10    | 11     | 12     | 13     | 14    | 15  | 16     | Pos. | Punten |
| ------- | ------------------------------ | -------------------------- | --- | ----- | ----- | ------ | ------ | ------ | ------ | ------ | ------ | ----- | ------ | ------ | ------ | ----- | --- | ------ | ---- | ------ |
| 1998    | Federico Villagra              | Peugeot 405 MI16           | MON | ZWE   | KEN   | POR    | SPA    | FRA    | ARG 22 | GRI    | NZL    | FIN   | ITA    | AUS    | GBR    |       |     |        | -    | 0      |
| 2000    | Federico Villagra              | Mitsubishi Lancer Evo VI   | MON | ZWE   | KEN   | POR    | SPA    | ARG 22 | GRI    | NZL    | FIN    | CYP   | FRA    | ITA    | AUS    | GBR   |     |        | -    | 0      |
| 2001    | Federico Villagra              | Mitsubishi Lancer Evo VI   | MON | ZWE   | POR   | SPA    | ARG 15 | CYP    | GRI    | KEN    | FIN    | NZL   | ITA    | FRA    | AUS    | GBR   |     |        | -    | 0      |
| 2002    | Federico Villagra              | Mitsubishi Lancer Evo VI   | MON | ZWE   | FRA   | SPA    | CYP    | ARG 13 | GRI    | KEN    | FIN    | DUI   | ITA    | NZL    | AUS    | GBR   |     |        | -    | 0      |
| 2003    | Federico Villagra              | Mitsubishi Lancer Evo VI   | MON | ZWE   | TUR   | NZL    | ARG 15 | GRI    | CYP    | DUI    | FIN    | AUS   | ITA    | FRA    | SPA    | GBR   |     |        | -    | 0      |
| 2004    | Federico Villagra              | Mitsubishi Lancer Evo VIII | MON | ZWE   | MEX   | NZL    | CYP    | GRI    | TUR    | ARG NF | FIN    | DUI   | JPN    | GBR    | ITA    | FRA   | SPA | AUS    | -    | 0      |
| 2005    | Federico Villagra              | Mitsubishi Lancer Evo VIII | MON | ZWE   | MEX   | NZL 19 | ITA    | CYP 27 | TUR 27 | GRI    | ARG DQ | FIN   | DUI    | GBR    |        |       |     | AUS 16 | -    | 0      |
| 2005    | Federico Villagra              | Mitsubishi Lancer Evo VII  |     |       |       |        |        |        |        |        |        |       |        |        | JPN NF | FRA   | SPA |        | -    | 0      |
| 2006    | VRS Rally Team                 | Mitsubishi Lancer Evo VIII | MON | ZWE   | MEX   | SPA    | FRA    | ARG 12 | ITA    | GRI    | DUI    | FIN   | JPN    | CYP    | TUR    | NZL   | AUS | GBR    | -    | 0      |
| 2007    | VRS Rally Team                 | Mitsubishi Lancer Evo IX   | MON | ZWE   | NOO   | MEX    | POR    | ARG 9  |        |        |        |       |        |        |        |       |     |        | 20   | 2      |
| 2007    | Munchi's Ford World Rally Team | Ford Focus RS WRC 06       |     |       |       |        |        |        | ITA 11 | GRI 32 | FIN 14 | DUI   | NZL 11 | SPA 13 | FRA    | JPN 7 | IER | GBR 18 | 20   | 2      |
| 2008    | Munchi's Ford World Rally Team | Ford Focus RS WRC 07       | MON | ZWE   | MEX 7 | ARG 6  | JOR 6  | ITA 14 | GRI 13 | TUR 9  | FIN NF | DUI   | NZL 8  | SPA 12 | FRA    | JPN 9 | GBR |        | 14   | 9      |
| 2009    | Munchi's Ford World Rally Team | Ford Focus RS WRC 08       | IER | NOO   | CYP 7 | POR 7  | ARG 4  | ITA NF | GRI 4  | POL    | FIN 11 | AUS 8 | SPA 8  | GBR    |        |       |     |        | 9    | 16     |
| 2010    | Munchi's Ford World Rally Team | Ford Focus RS WRC 08       | ZWE | MEX 7 | JOR 7 | TUR 6  | NZL 9  | POR 8  | BUL    | FIN    | DUI    | JPN 8 | FRA 7  | SPA 15 | GBR    |       |     |        | 9    | 36     |
| 2011    | Munchi's Ford World Rally Team | Ford Fiesta RS WRC         | ZWE | MEX 9 | POR 8 | JOR 7  | ITA 17 | ARG 6  | GRI NF | FIN    | DUI    | AUS   | FRA    | SPA 16 | GBR    |       |     |        | 13   | 20     |
| 2015*   | Federico Villagra              | Ford Fiesta MR             | MON | ZWE   | MEX   | ARG 10 | POR    | ITA    | POL    | FIN    | DUI    | AUS   | FRA    | SPA    | GBR    |       |     |        | -    | -      |

* Seizoen loopt nog.